# Nusa Penida (eiland)
Nusa Penida (Balinees: ᬦᬸᬲᬧᭂᬦᬶᬤ, romanisering: Nusapĕnida verstandig betekent: Het eiland van de pastoor; Indonesisch: Pulau Pendeta, Ook voorheen bij de Nederlanders bekend als Bandieten eiland; Indonesisch: Pulau Bandit)  is een eiland bij Bali. Het behoort tot het Balinese regentschap Klungkung. Het eiland is ongeveer 20 kilometer lang en 12 kilometer breed en heeft een oppervlakte van 203 km².

## Beschrijving
De bevolking van het eiland is afkomstig van het naburige Bali. De vorsten en de hoogste rechtbank van Klungkung gebruikten dit eiland vroeger als gevangenis en verbanningsoord. Ook de naam van het eiland verwijst hiernaar. Ook was er het plaatselijke gebruik van het kliprecht waarbij gestrande schepen werden leeggeroofd.
Het eiland bestaat uit kalksteen met karstverschijnselen, maar heeft nu weinig regenval. In tegenstelling tot op Bali groeit hier nauwelijks rijst. De landbouw bestaat uit de teelt van granen. Economisch is vooral de productie van zeewier van belang, gericht op de export naar Japan en Europa.
Het duiktoerisme naar de kleine naburige eilanden voor de noordwestkust, en Nusa Ceningan en Nusa Lembongan is van belang.

### Vogelreservaat
In 2006 werd na lang onderhandelen bereikt dat de 41 dorpen van dit eiland en de kleine eilanden ten noordwesten één groot vogelreservaat zouden vormen. De beschermingsmaatregelen zijn gebaseerd op traditionele regels (awig-awig), waarbij het een spirituele verplichting is voor alle ingezetenen om vogels te beschermen. Het idee voor de instelling van een vogelreservaat kwam van de niet-gouvernementele organisatie "Vrienden van de stichting Nationale Parken" (FNPF).
In dit reservaat worden ook bedreigde vogelsoorten geïntroduceerd waarvan het leefgebied elders sterk is bedreigd. In 2005 werd zo begonnen met het uitzetten van de bedreigde balispreeuw (Leucopsar rothschildi) van het grote eiland Bali. In 2010 is er op Nusa Penida een in het wild levende populatie van ongeveer 100 balispreeuwen.